# Dalmacja

Położenie Dalmacji w Chorwacji

Historyczny herb Dalmacji

Dalmacja (chorw. Dalmacija, wł. Dalmazia, serb. Далмација) – kraina historyczna w Chorwacji, Bośni i Hercegowinie oraz Czarnogórze na wschodnim wybrzeżu Adriatyku. Wchodzi w skład Bałkanów.
Rozciąga się wzdłuż wybrzeża Adriatyku, od wyspy Pag na północy, aż po Zatokę Kotorską na południu, tworząc pas o szerokości do 50 km i długości około 400 km. Obejmuje również około 1000 przybrzeżnych wysp (o łącznej powierzchni ok. 13 tys. km²).
Budowa geologiczna ze skał wapiennych z silnie zaznaczoną krasowością.
Klimat śródziemnomorski.

## Gospodarka
Gospodarka opiera się przede wszystkim na rozwiniętej turystyce.
Rolnictwo (oliwki, drzewa cytrusowe, figi, winorośl) i hodowla (kozy, owce). Rybołówstwo.
Słabo rozwinięty przemysł – głównie spożywczy, przetwórczy i stoczniowy.

## Historia
Tereny Dalmacji w starożytności zamieszkane były przez plemiona Ilirów (m.in. Dalmatów, od których pochodzi nazwa regionu), które utworzyły na jej terytorium kilka przemijających państw. W VII i VI w. p.n.e. Grecy założyli kilka kolonii, m.in. Apollonię i Epidamnos. W drugiej połowie III w. p.n.e. rozpoczęła się ekspansja Rzymu na ten teren, zakończona podbojem w połowie II w. p.n.e. Początkowo wchodziła ona w skład prowincji Iliricum, później przez pewien czas istniała także prowincja Dalmatia. Głównym miastem rzymskiej Dalmacji przez długi czas była Salona, skąd pochodził m.in. cesarz Dioklecjan. Po podziale cesarstwa rzymskiego Dalmacja wchodziła w skład zachodniej części imperium. Pod koniec V w. n.e. weszła w skład państwa Ostrogotów.
W VI w. Dalmacja została przyłączona przez cesarza Justyniana Wielkiego do Bizancjum.

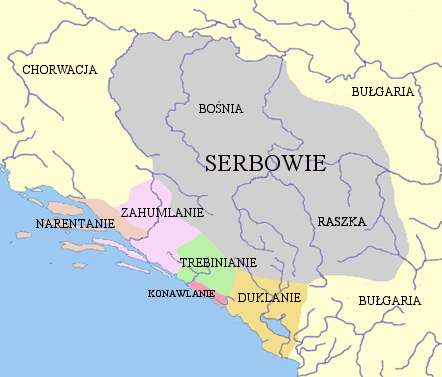
Plemiona w Dalmacji VII – IX wieku

W tym też okresie na tereny Dalmacji zaczęli napływać Słowianie, którzy wkrótce ją zdominowali (niezeslawizowani Ilirowie pozostali najprawdopodobniej jedynie na terenie Albanii). Do plemion słowiańskich tego okresu należeli:
- Duklanie
- Konawlanie
- Narentanie
- Trebinianie
- Zahumlanie

Większość Dalmacji została zasiedlona przez Chorwatów, których państwo miało początkowo centrum właśnie na jej terenie (siedzibami i miejscami koronacji królów chorwackich były Biograd i Nin, w tym ostatnim w IX w. powstało też pierwsze biskupstwo chorwackie). Jedynie wyspy i większe miasta wybrzeża adriatyckiego pozostały wówczas pod władzą Bizancjum. Również Wenecja, konkurująca z Bizancjum, zaczęła rozszerzać wpływy.
Po połączeniu Chorwacji z Węgrami pod berłem królów węgierskich z dynastii Arpadów na początku XII w., Węgrzy stanęli do konkurencji o Dalmację z Bizancjum i Wenecją; próbowali po nią także sięgać władcy Serbii i Bośni. W 1204 r. wskutek wypadków związanych z IV wyprawą krzyżową z Dalmacji zostało wyrugowane ostatecznie Bizancjum; Dalmacja podzielona była między Chorwację a Wenecję, a w jej południowo-wschodniej części usamodzielniła się kupiecka republika Raguzy (Dubrownika).
Od początku XV w. cała Dalmacja (z wyjątkiem Raguzy) znajdowała się pod władzą Wenecji. Jej miasta stanowiły część jej sieci handlowej i prężnie się rozwijały, rozkwitała także Raguza. Wpływy weneckie w tym rejonie zadecydowały o italianizacji miast dalmackich, której efekty wpływały na politykę związaną z tym regionem aż do XX w. W XV w. większość zachodnich Bałkanów opanowana została przez imperium osmańskie, które jednak nigdy nie zdołało rozszerzyć swych granic o całą Dalmację. Obecność Turków wykorzystywała także Raguza, która lawirowała między Wenecją a Stambułem, utrzymując w ten sposób faktyczną niezależność.
W XVII w. nastąpiło załamanie gospodarcze miast Dalmacji, głównie wskutek marginalizacji szlaków handlowych na Adriatyku; liczne wojny wenecko-tureckie niszczyły kraj, dodatkowo Dubrownik został zniszczony przez potężne trzęsienie ziemi w 1667 r. W 1699 r. na mocy pokoju karłowickiego Wenecja poszerzyła kosztem Turcji swoje posiadłości. W 1797 r. wenecka część Dalmacji została przyłączona do Cesarstwa Austriackiego. Wkrótce po kraj sięgnął Napoleon, który w 1808 r. opanował Raguzę, a w 1809 r. Dalmację. Utworzył wówczas Prowincje Iliryjskie obejmujące oprócz Dalmacji także szereg innych terytoriów południowosłowiańskich. W 1813 r. Prowincje Iliryjskie zostały opanowane przez Austrię.
Austriackie panowanie w Dalmacji, które trwało do 1918 r., było okresem stagnacji gospodarczej i kulturalnej. Dalmacja znajdowała się wówczas na peryferiach państwa, nie miała znaczenia gospodarczego ani handlowego. Dodatkowo ze względów strategicznych podczas tworzenia Austro-Węgier nie została przyłączona wraz z Chorwacją do Zalitawii, ale pozostała w Przedlitawii, oddzielona granicą celną od reszty państwa aż do 1880 (zjednoczenie Chorwacji i Dalmacji było niemal przez cały ten okres głównym celem polityków chorwackich). W drugiej połowie XIX w. zaczęły się rozwijać południowosłowiańskie ruchy narodowe (zwłaszcza chorwacki), które zdołały przerwać dominację mniejszości włoskiej i zdobyć przewagę w miejscowym sejmie krajowym.
Po upadku Austro-Węgier i zakończeniu I wojny światowej większość Dalmacji została przyłączona do Królestwa Serbów, Chorwatów i Słoweńców (późniejszej Jugosławii), choć pretensje do jej terytorium miały też Włochy (List do Dalmatów) – ostatecznie w ich rękach znalazło się największe miasto Dalmacji, Zadar. To jednak nie usatysfakcjonowało Włochów, którzy w okresie międzywojennym nadal zgłaszali pretensje do pozostałej części Dalmacji. Podczas II wojny światowej do Włoch przyłączona została większość Dalmacji (jej północno-zachodnia część ze Splitem oraz Boka Kotorska), a mniejsza część przypadła Niezależnemu Państwu Chorwackiemu (m.in. Dubrownik). Po klęsce państw Osi Dalmacja na powrót stała się częścią Jugosławii. Stała się ona wówczas popularnym regionem turystycznym.
Na początku lat 90. XX w. wskutek rozpadu Jugosławii dokonał się podział Dalmacji, zgodnie z granicami republik federacyjnych składających się wcześniej na Jugosławię. Zdecydowana większość regionu przypadła w udziale Chorwacji, a niewielkie skrawki Czarnogórze (Boka Kotorska) oraz Bośni i Hercegowinie (region Neum). Podział nie obył się bez konfliktów, w latach 1991–1992 podczas wojny w Chorwacji tereny Dalmacji były ostrzeliwane (m.in. blokowany i ostrzeliwany przez jugosłowiańską armię był Dubrownik). Od uspokojenia sytuacji Dalmacja szybko stała się najpopularniejszym regionem turystycznym Chorwacji.

## Podział administracyjny
Obszar Dalmacji odpowiada w przybliżeniu czterem najbardziej wysuniętym na południe żupaniom Chorwacji, wymienionym tutaj od strony północnej do południowej:

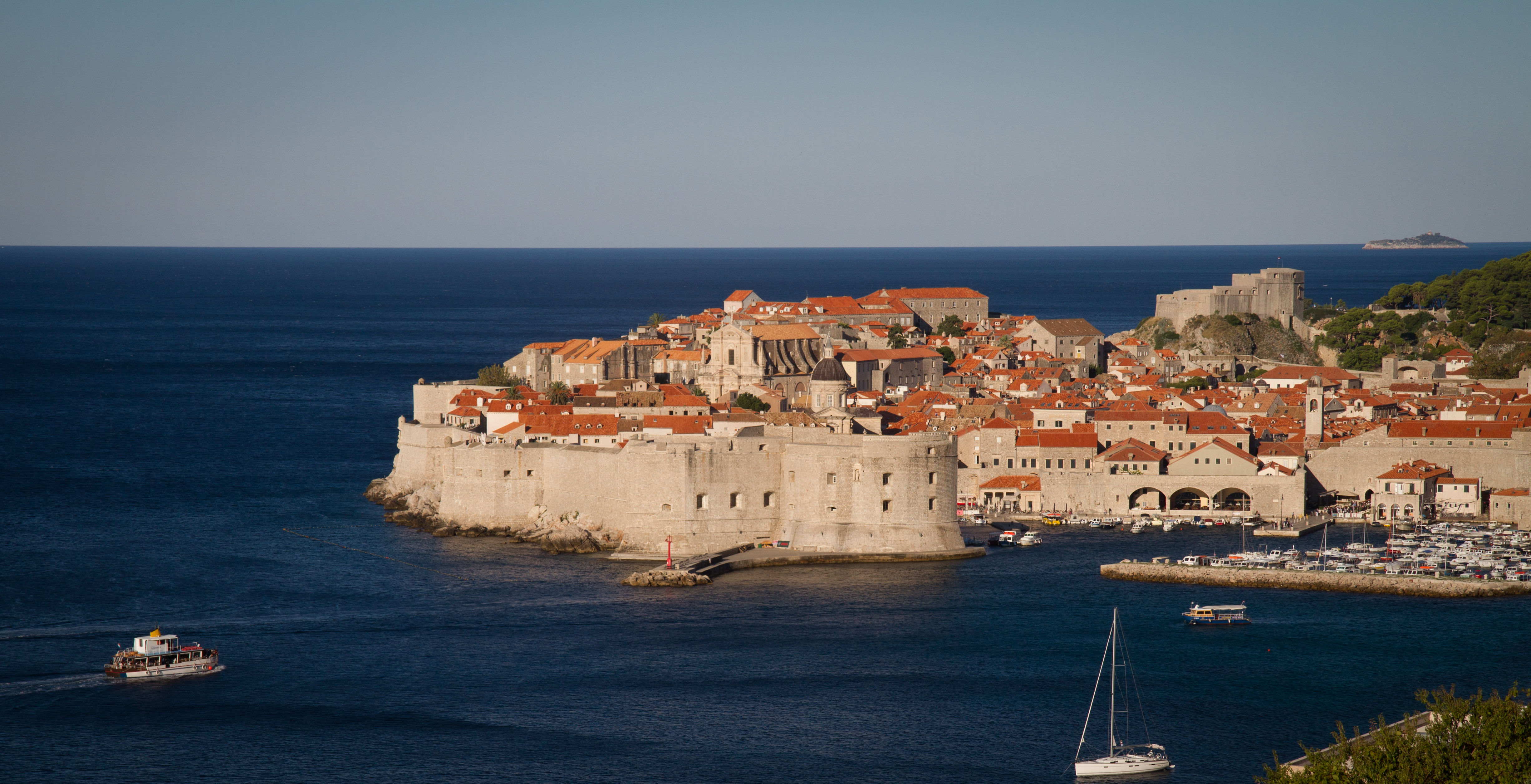
Dubrownik

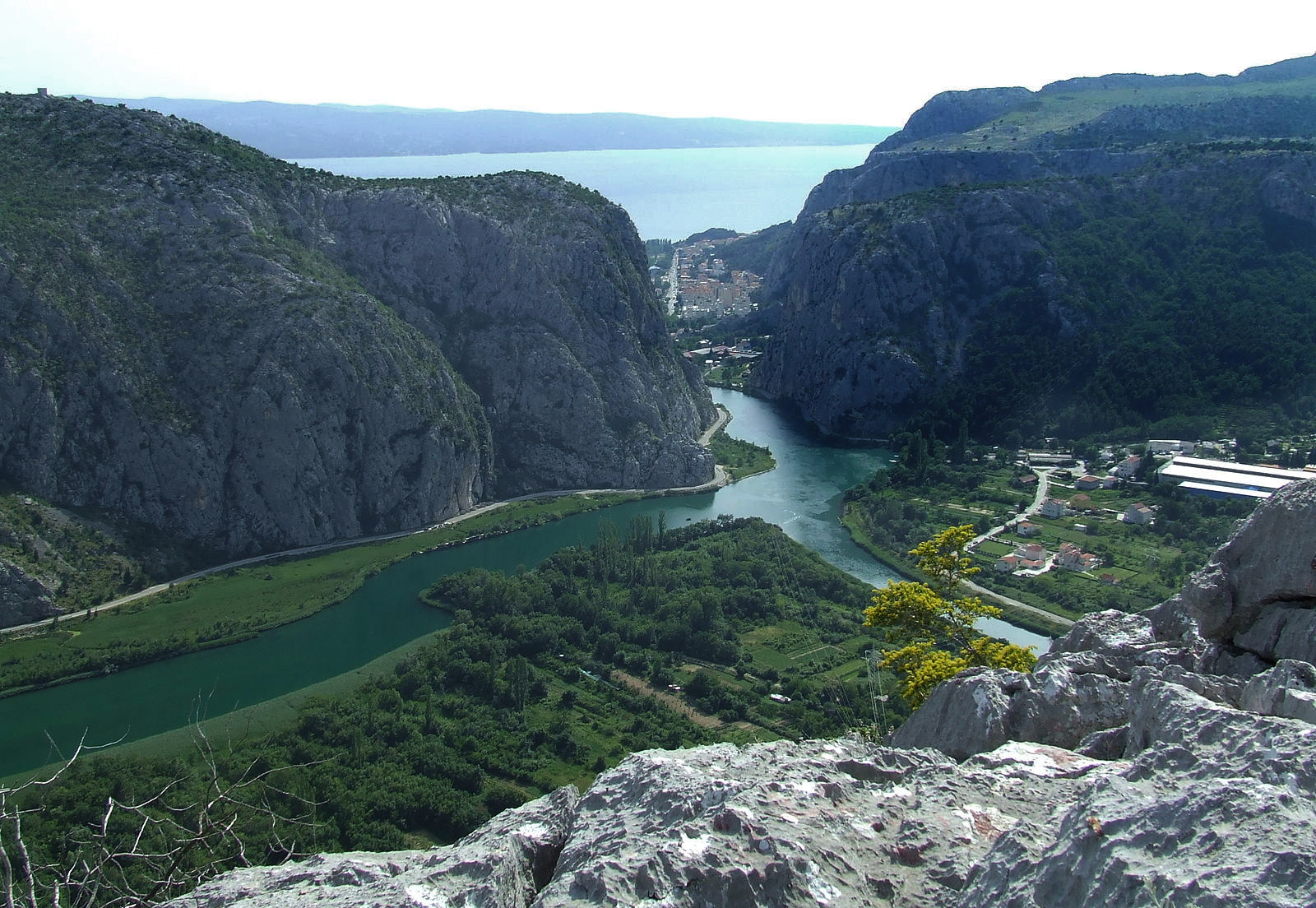
U ujścia Cetiny w Omišu

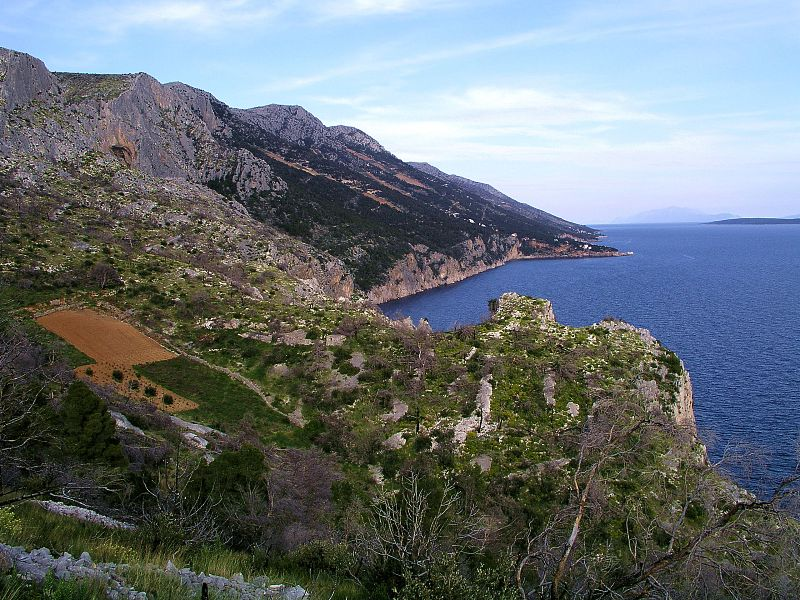
Wyspa Hvar

| Żupania                                                            | Siedziba  | Liczba ludności (spis z 2011) | Etniczni Chorwaci | Inne grupy etniczne                                                                     |
| ------------------------------------------------------------------ | --------- | ----------------------------- | ----------------- | --------------------------------------------------------------------------------------- |
| Żupania zadarska (Zadarska županija)                               | Zadar     | 170 017                       | 157 389 (92,57%)  | 12 628 (7,34%): 8184 Serbowie (4,81%)                                                   |
| Żupania szybenicko-knińska (Šibensko-kninska županija)             | Šibenik   | 109 375                       | 95 582 (87,39%)   | 13 793 (12,61%): 11 518 Serbowie (10,53%)                                               |
| Żupania splicko-dalmatyńska (Splitsko-dalmatinska županija)        | Split     | 454 798                       | 441 526 (97,08%)  | 13 272 (2,92%): 4797 Serbowie (1,05%), 1389 Boszniacy (0,31%) i 1025 Albańczycy (0,23%) |
| Żupania dubrownicko-neretwiańska (Dubrovačko-neretvanska županija) | Dubrovnik | 122 568                       | 115 668 (94,37%)  | 6,900 (5,63%): 2095 Serbowie (1,71%) i 1978 Boszniacy (1,61%)                           |

## Główne miasta
- Split
- Dubrownik
- Szybenik
- Zadar
- Kotor
- Makarska

## Większe wyspy
- Dugi Otok
- Ugljan
- Pašman
- Brač
- Hvar
- Korčula
- Vis
- Lastovo
- Mljet

## Parki narodowe
- Paklenica
- Kornati
- Krka
- Mljet